# Саблон, Жан
Жан Саблон (фр. Jean Sablon, 25 марта 1906 — 24 февраля 1994) — французский певец и актёр.

## Биография
Жан Саблон родился 25 марта 1906 года в Ножан-сюр-Марне. 
Обучался игре на фортепиано в лицее Карла Великого в Париже; не закончив его, сосредоточился на певческой карьере.
Дебютировал в возрасте семнадцати лет в парижской оперетте, где выступал вместе с Жаном Габеном.  
Начиная с 1927 много гастролировал по миру, выступал в Бразилии, США, Англии, Канаде, Аргентине, Уругвае, Чили, в Австралии и Новой Зеландии, странах Европы, Азии и Африки.
В 1937 году выиграл «Гран-При диск» за песню "Vous qui passez sans me voir", написанную для него Шарлем Трене и Джонни Хессом. В том же году он отправился в Соединённые Штаты, где он пел в прямом эфире радио для CBS и сделал несколько записей на английском языке. Он вернулся в Париж, но в связи с немецкой оккупацией Франции в 1940, он возвратился в Америку.
В 1940-1950-х годах Жан Саблон постоянно гастролировал и путешествовал (за исключением годичного академического отпуска в 1957 году). Он неоднократно был в США, Великобритании, Франции и Бразилии, а также Канаде, Португалии, Марокко, Алжире, Греции, Италии и Египте, Мексике, Кубе и Испании. Позже в течение десятилетия он расширил свои поездки в Индию, Австралию и Новую Зеландию, Таити, Панаму и Венесуэлу.
На протяжении 1960-х годов выступал, привлекая своих поклонников не только в Европе, Южной Америке и США, но и в Южной Африке, на Бермудах, Новой Каледонии, Филиппинах, Гонконге, Японии (где он провел три месяца) и Иране (где он выступал перед шахом).
К концу 1960-х годов Саблон решил ограничить свои зарубежные путешествия и поселился в своём доме в городе Теуль-сюр-Мер на Лазурном берегу. 
В 1970-х и 1980-х регулярно выступал на телевидении, не только во Франции, но и в Швейцарии, Италии, Бразилии и США.
Жан Саблон сохранил свою всемирную популярность на протяжении долгой карьеры, его пластинки разошлись миллионными тиражами, как во Франции, так и за рубежом.
Жан Саблон умер в Каннах в 1994 году и был похоронен на кладбище Монпарнас.

## Роли в театре
- См. «Jean Sablon § Revues», «Jean Sablon § Operettas», «Jean Sablon § Musical theatre» в английском разделе.

## Фильмография
- См. «Jean Sablon § Filmography» в английском разделе.